# Fuoco sullo Yangtse
Fuoco sullo Yangtse (Yangtse Incident: The Story of H.M.S. Amethyst) è un film britannico del 1957 diretto da Michael Anderson.

## Trama
Il film si basa sui fatti dell'incidente del Fiume Azzurro, avvenuto nel 1949 durante la guerra civile cinese.